# Bitwa nad jeziorem Porkuni
Bitwa nad jeziorem Porkuni – największa bitwa między Estończykami służącymi w Waffen SS i organizacjach niepodległościowych, a estońskimi czerwonoarmistami. Starcie miało miejsce 21 września 1944 roku niedaleko jeziora Porkuni i wsi Sauvälja około 17 kilometrów na północny wschód od miejscowości Tamsalu. Bitwa zakończyła się zwycięstwem sił sowieckich.

## Przebieg wydarzeń
249 Pułk Strzelców, wchodzący w skład 8 Estońskiego Korpusu Strzeleckiego, wyposażony w ciężkie karabiny maszynowe, czołgi T-34, moździerze oraz wsparcie artyleryjskie, ścigał Estończyków z 20 Dywizji Grenadierów SS. Żołnierze z formacji Waffen SS dysponowali jedynie lekką bronią przeciwpancerną w postaci Panzerfaustów.
21 września 1944 roku 8 Korpus Strzelecki otoczył około 1500 Estończyków wycofujących się z Linii Tanenberg na wzgórza Sinimäed. W wyniku zaciętej walki zginęło 500 żołnierzy Waffen SS a 700 zostało schwytanych. Resztki oddziału pod komendą Obersturmführera Hando Ruusa wyrwały się z okrążenia. Jednakże, 22 września grupa Hando Ruusa została zaskoczona w lesie niedaleko wsi Ambla gdzie została rozbita.

## Po walce
Po walce mieszkańcy wioski Ambla pochowali 273 zabitych estońskich żołnierzy służących w 20 Dywizji Grenadierów SS.